# Ostwald (Bas-Rhin)
Ostwald is een gemeente in het Franse departement Bas-Rhin (regio Grand Est). Ostwald telde op 1 januari 2022 13.492 inwoners.
De plaats maakt deel uit van het arrondissement Strasbourg. Tot 1 januari 2015 was het deel van het arrondissement Strasbourg-Campagne, dat op die dag werd opgeheven.

## Geschiedenis
De gemeente dankt haar naam aan een geneeskrachtige bron die gewijd was aan de heilige Oswald. Vanaf de 10e eeuw werden de bron en de kapel die er gebouwd was, een bedevaartsoord. De kapel werd een volwaardige kerk, waarvan het schip werd afgebroken na de Franse Revolutie.
De plaats zelf ontwikkelde zich rond het kasteel Illwickersheim aan de Ill gebouwd door keizer Frederik II rond 1220. Het dorp droeg dezelfde naam als het (intussen verdwenen) kasteel tot het na de Franse Revolutie de naam Ostwald kreeg.
De gemeente grenst aan de Ill en Straatsburg in het oosten maar behield lang een landelijk karakter. Als groene long met bossen en vijvers was het een trekpleister voor de begoede inwoners van Straatsburg. Ostwald kende geen noemenswaardige industrie en verstedelijkte pas sterk na de Tweede Wereldoorlog.

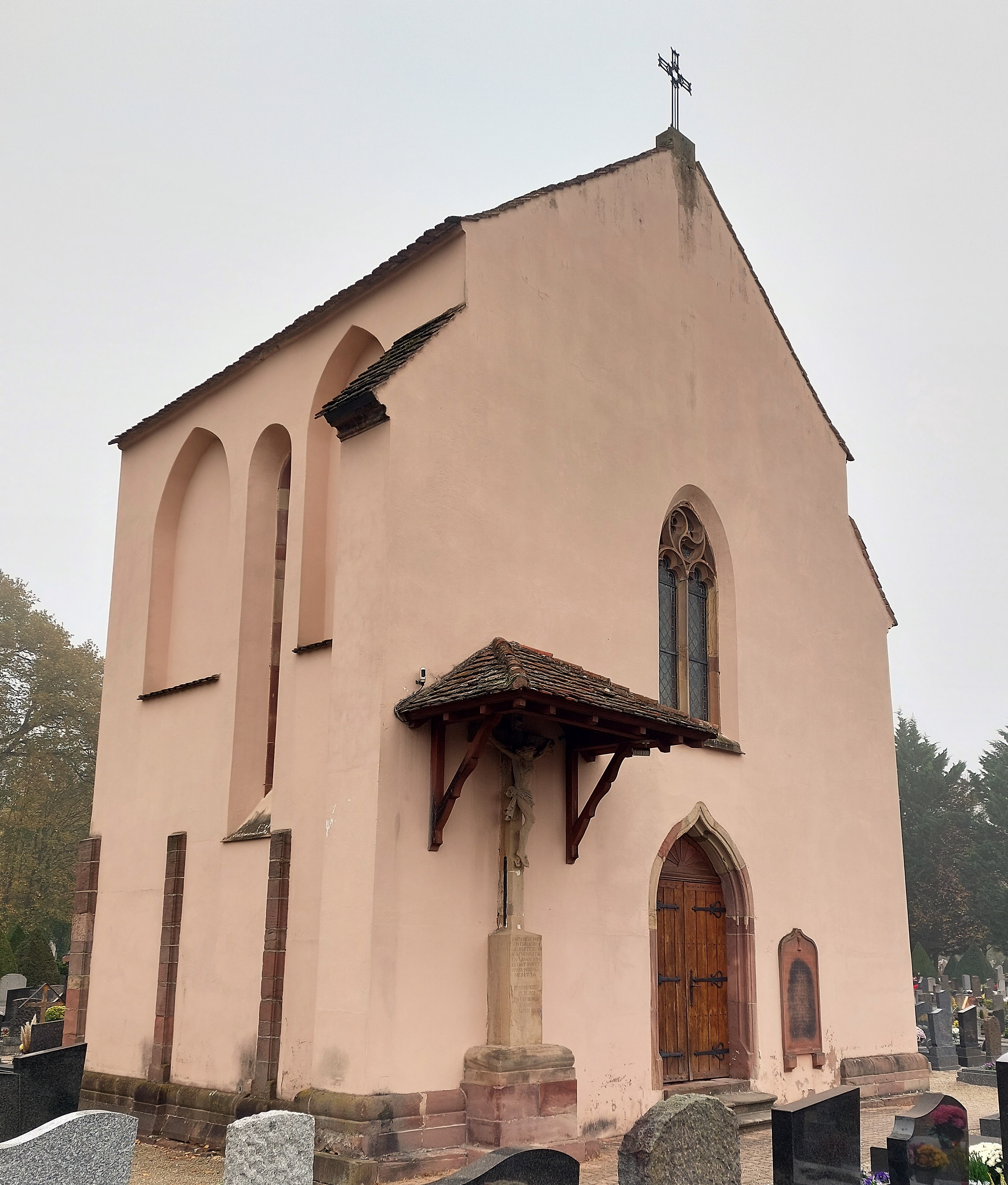
De kapel op het kerkhof van Ostwald is het overgebleven koor van de bedevaartkerk bij de vroeger bron van Sint-Oswald.
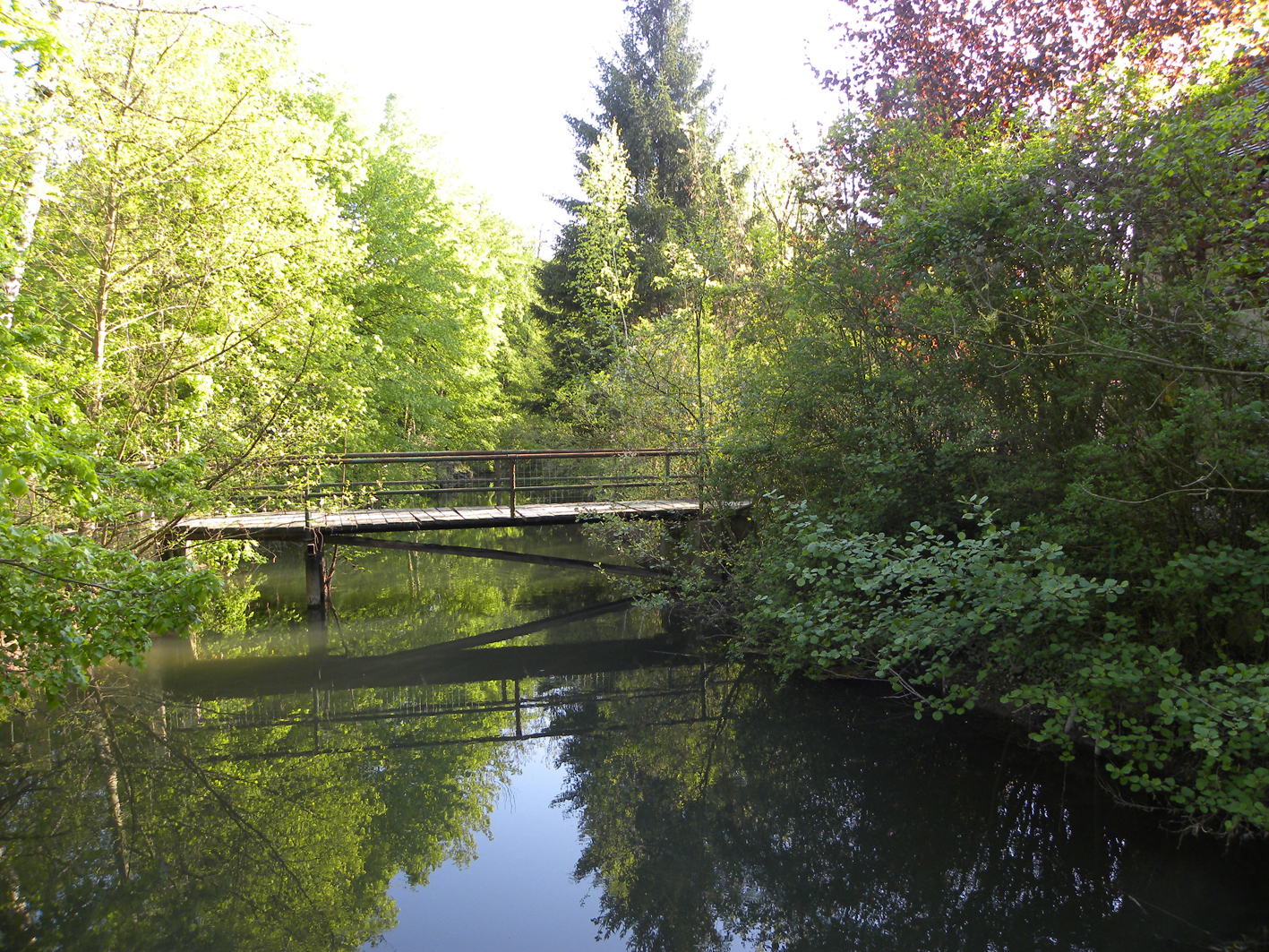
Île des pêcheurs (Ill).
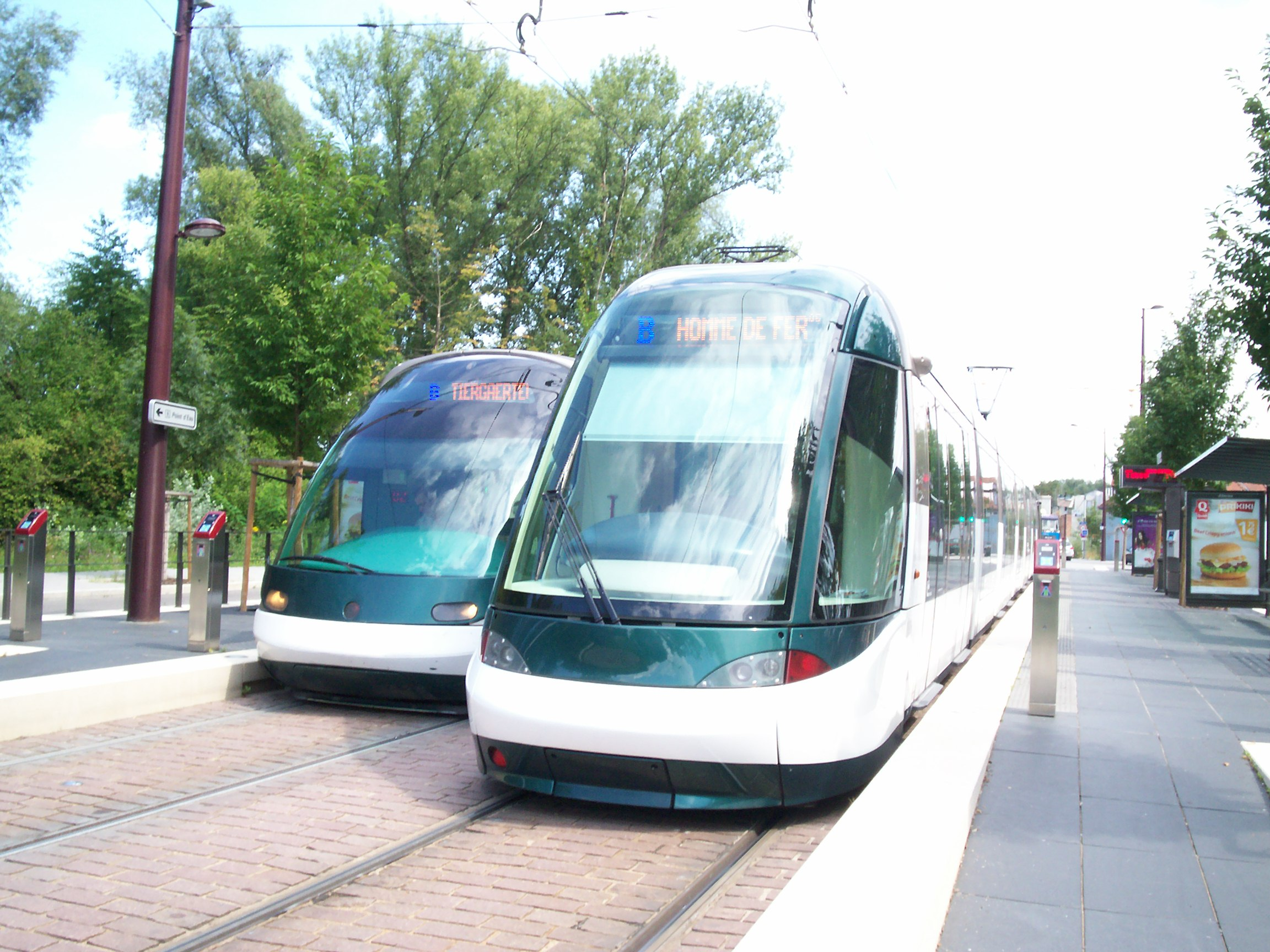
Lijn B van de tram van Straatsburg in Ostwald.

## Geografie
De oppervlakte van Ostwald bedroeg op 1 januari 2022 7,11 vierkante kilometer; de bevolkingsdichtheid was toen 1.897,6 inwoners per km². De gemeente ligt aan de Ill en heeft twee grote vijvers: Gerig en Bohrie.
De onderstaande kaart toont de ligging van Ostwald met de belangrijkste infrastructuur en aangrenzende gemeenten.

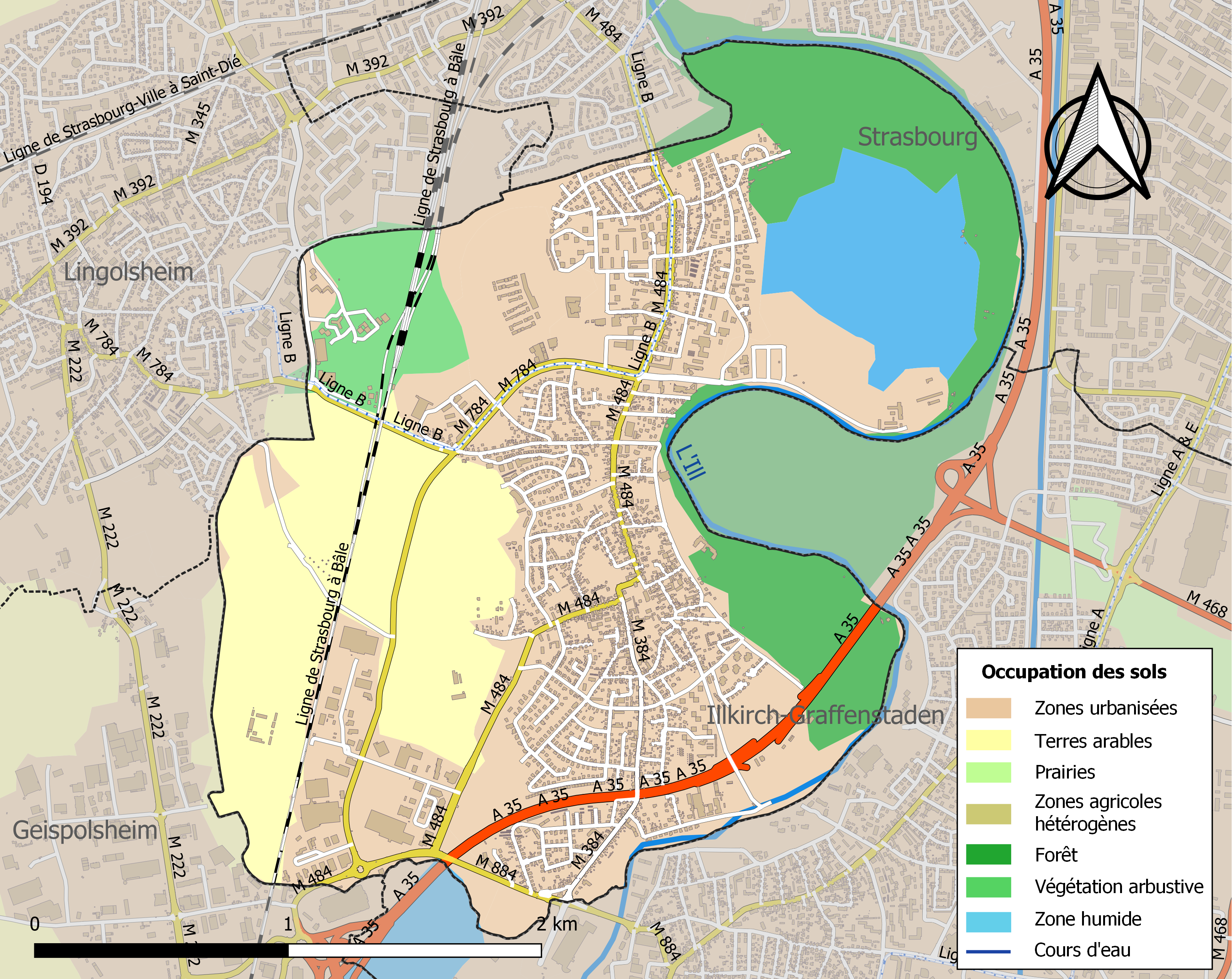

## Demografie
Onderstaande figuur toont het verloop van het inwonertal (bron: INSEE-tellingen).